# 堯暄
堯 暄（ぎょう けん、生年不詳 - 495年）は、北魏の政治家・軍人。もとの名は鍾葵。字は辟邪。本貫は上党郡長子県。

## 経歴
堯僧頼の孫。容貌が美しく、千人軍将・東宮吏となった。文成帝にその実直を買われて、中散に抜擢された。斉州に派遣され、平原鎮将と長史の収奪と横暴を調査した。太尉中給事・兼北部曹事に任じられ、後に南部曹事に転じた。太和年間、南部尚書となった。486年（太和10年）、三長制が立てられると、堯暄は東道十三州使となり、戸籍の整備にあたった。488年（太和12年）、南朝斉の将軍の陳顕達が侵攻してくると、堯暄は使持節・仮中護軍・都督南征諸軍事となり、侵攻に対処した。堯暄の軍が許昌に到着すると、陳顕達が撤退したため、堯暄は軍を返した。平陽伯の爵位を受けた。百官が改置されると、太僕卿に任じられた。493年（太和17年）、孝文帝の南征のとき、安南将軍の位を加えられた。大司農卿に転じた。495年（太和19年）、平城で死去した。安北将軍・相州刺史の位を追贈された。

## 子女
- 堯洪（平陽伯、鎮北府録事参軍）
- 堯遵（伏波将軍・河州冠軍府長史・臨洮郡太守）
- 堯栄（員外散騎侍郎）

## 伝記資料
- 『魏書』巻42 列伝第30
- 『北史』巻27 列伝第15